# Moïse brisant les Tables de la Loi (Rembrandt)
Pour les articles homonymes, voir Moïse brisant les Tables de la Loi.
Moïse brisant les Tables de la Loi est une peinture à l'huile du peintre hollandais Rembrandt, réalisée en 1659 et aujourd'hui exposée à la Gemäldegalerie à Berlin, en Allemagne. Ses dimensions sont de 168,5 × 136,5 cm.

## Histoire
L'œuvre provient de la collection privée du roi Frédéric II de Prusse et était conservée au palais de Sanssouci à Potsdam, près de Berlin.